# Vindberget
Der Vindberget (norwegisch für Windberg) ist ein Berg im ostantarktischen Coatsland. Er ragt im östlichen Ausläufer der Shackleton Range auf.
Wissenschaftler des Norwegischen Polarinstituts benannten ihn 1990.